# Собакин, Михаил Григорьевич
Михаи́л Григо́рьевич Соба́кин (также: Сабакин; 1720 — 6 (17) февраля 1773) — русский поэт эпохи классицизма, тайный советник, сенатор. Внук окольничего Никифора Сергеевича Собакина.

## Биография
Происходил из столбового дворянского рода Собакиных, сын боярина Григория Никифоровича Собакина.
Начальное образование получил дома; 31 мая 1732 года был определён в Сухопутный шляхетный корпус. В период обучения в этом заведении началась литературная деятельность Собакина — совместно с другими воспитанниками он участвовал в написании коллективных хвалебных од на дни рождения императрицы. Его первое стихотворение, написанное силлабическим размером и не имевшее заглавия, было издано в 1737 году.
В октябре 1738 года он был выпущен из корпуса на военную службу в звании поручика. В том же году была напечатана поэма его авторства «Совет добродетели», в которой в аллегорической форме прославлялась царствовавшая тогда императрица Анна Иоанновна. Эта поэма была написана так называемым «героическим гекзаметром» — размером, введённым в российской поэзии Тредиаковским. Известно, что в 1740 году Собакин был послан графом Ласси с секретной комиссией в Новгород, а затем в её же составе в Сибирь. В том же году был по приказу Военной коллегии назначен флигель-адъютантом капитанского ранга к генералу Бисмарку и направлен графом Ласси с комиссией в Польшу к министру графу Кейзерлингу.
В 1741 году вышел в отставку с военной службы и затем до 1772 года находился на службе гражданской. По выходе в отставку был сначала назначен коллежским асессором, почти сразу же поступил на службу в Коллегию иностранных дел по причине хорошего знания немецкого и французского языков и умения переводить с них. С 1740 года приступил к работе в государственном архиве, а 4 декабря 1747 года был произведён в советники канцелярии с годовым жалованием из Статс-конторы в размере тысячи рублей. Участвовал в организованной в 1748 году коллегией экспедиции в Малороссию.
В 1760 году возглавил Московскую контору Коллегии иностранных дел и её архив, в 1762 году был произведён в действительные статские советники. В 1767 году был избран депутатом Комиссии по составлению нового уложения, а также назначен московским сенатором и произведён в тайные советники. Во время занятия последней должности Собакин помогал высшему московскому духовенству выбирать темы для проповедей, а также оказывал помощь французскому историку Леклерку.
Когда в 1771 году в Москве началась эпидемия чумы, Собакин, в августе этого года назначенный помощником руководителя борьбой с эпидемией П. Д. Еропкина, не предпринял никаких мер, закрывшись в собственном доме. После чумного бунта, во время которого был убит архиепископ Амвросий, императрица Екатерина II обвинила во всём случившемся Собакина, отстранила его 1 января 1772 года от службы и предала опале. От всего произошедшего здоровье поэта пошатнулось, и спустя год он скончался.
В 1742 году вышел сборник Собакина «Панегирические стихи к высочайшему въезду её императорского величества Елисаветы Петровны», не дошедший до наших дней. Среди его стихотворений, помимо названных выше, известна «Радость столичного города Санкт-Петербурга». По мнению авторов Краткой литературной энциклопедии, в его творчестве нашли отражение события общественной жизни Российской империи 1730-х годов, а сами стихотворения в художественном плане выделяются своей необычностью среди русской поэзии XVIII века.